# Hordénine
 (mars 2010).
Si vous disposez d'ouvrages ou d'articles de référence ou si vous connaissez des sites web de qualité traitant du thème abordé ici, merci de compléter l'article en donnant les références utiles à sa vérifiabilité et en les liant à la section « Notes et références ».
L'hordénine est un alcaloïde de la classe des phényléthylamines dont la formule brute est C10H15ON,extrait des touraillons d'orge (germes d'orge séparés du malt des brasseries). Il s'agit de l'orge Hordenum vulgare, de la famille des graminées.

## Histoire
Le chimiste allemand Arthur Heffter est le premier à avoir isolé cet alcaloïde (qu'il nomme « anhaline ») en 1894, à partir du cactus Anhalonium fissuratum (aujourd'hui appelé Ariocarpus fissuratum). Vingt ans après, E. Léger remarqua que les infusions de touraillons d'orge donnaient des résultats satisfaisants quand on les utilisait pour le traitement de la diarrhée. Le docteur Roux observa lui aussi que le bacille du choléra ne pouvait se développer dans un bouillon de touraillons. En recherchant les causes chimiques de ces observations, Léger, par les méthodes classiques d'extraction des alcaloïdes, isola un corps qu'il appela l'« hordénine ». Ernst Späth montra par la suite que l'anhaline et l'hordénine étaient identiques, et fournit la structure moléculaire correcte de l'alcaloïde.

## Chimie
L'hordénine comporte à la fois un groupe fonctionnel acide (phénol) et un groupe fonctionnel basique (amine) de ce fait, c'est un ampholyte.
Les sels courants issus de la protonation de la fonction amine sont le sulfate d'hordénine et le chlorhydrate d'hordénine.